# العلاقات الساموية النيكاراغوية
العلاقات الساموية النيكاراغوية هي العلاقات الثنائية التي تجمع بين ساموا ونيكاراغوا.

## مقارنة بين البلدين
هذه مقارنة عامة ومرجعية للدولتين:
| وجه المقارنة                                              | ساموا                        | نيكاراغوا        |
| --------------------------------------------------------- | ---------------------------- | ---------------- |
| المساحة (كم2)                                             | 2.84 ألف                     | 130.38 ألف       |
| عدد السكان (نسمة)                                         | 196.44 ألف                   | 6.22 مليون       |
| الكثافة السكانية (ن./كم²)                                 | 69.17                        | 47.71            |
| العاصمة                                                   | أبيا                         | ماناغوا          |
| اللغة الرسمية                                             | لغة إنجليزية، اللغة الساموية | اللغة الإسبانية  |
| العملة                                                    | تالا ساموي                   | كوردبا نيكاراغوا |
| الناتج المحلي الإجمالي (بليون دولار)                      | 856.63 مليون                 | 13.81 مليار      |
| الناتج المحلي الإجمالي (تعادل القوة الشرائية) بليون دولار | 1.15 مليار                   | 31.63 مليار      |
| الناتج المحلي الإجمالي الاسمي للفرد دولار أمريكي          | 3.94 ألف                     | 2.09 ألف         |
| الناتج المحلي الإجمالي للفرد دولار أمريكي                 | 5.79 ألف                     | 4.92 ألف         |
| مؤشر التنمية البشرية                                      | 0.702                        | 0.631            |
| رمز المكالمات الدولي                                      | +685                         | +505             |
| رمز الإنترنت                                              | .ws                          | .ni              |
| المنطقة الزمنية                                           | ت ع م+13:00                  | 00               |

## منظمات دولية مشتركة
يشترك البلدان في عضوية مجموعة من المنظمات الدولية، منها:
| علم المنظمة | اسم المنظمة                               | تاريخ انضمام ساموا | تاريخ انضمام نيكاراغوا |
| ----------- | ----------------------------------------- | ------------------ | ---------------------- |
|             | مؤسسة التنمية الدولية                     | 28 يونيو 1974      | 30 ديسمبر 1960         |
|             | يونسكو                                    | 3 أبريل 1981       | 22 فبراير 1952         |
|             | وكالة ضمان الاستثمار متعدد الأطراف        | 27 سبتمبر 2002     | 12 يونيو 1992          |
|             | الأمم المتحدة                             | 15 ديسمبر 1976     | 24 أكتوبر 1945         |
|             | الاتحاد البريدي العالمي                   | ?                  | ?                      |
|             | البنك الدولي للإنشاء والتعمير             | 28 يونيو 1974      | 14 مارس 1946           |
|             | الاتحاد الدولي للاتصالات                  | 7 أكتوبر 1988      | 12 مايو 1926           |
|             | منظمة حظر الأسلحة الكيميائية              | ?                  | ?                      |
|             | مؤسسة التمويل الدولية                     | 28 يونيو 1974      | 20 يوليو 1956          |
|             | المركز الدولي لتسوية المنازعات الاستشارية | 25 مايو 1978       | 19 أبريل 1995          |
|             | منظمة التجارة العالمية                    | ?                  | ?                      |
|             | منظمة الشرطة الجنائية الدولية             | ?                  | ?                      |

## وصلات خارجية
- موقع وزارة الخارجية النيكاراغوية